# Европско првенство у атлетици у дворани 1986 — скок удаљ за жене
Такмичење у скоку удаљ у женској конкуренцији на 17. Европском првенству у атлетици у дворани 1986. године одржано је 22. фебруара  у Мадриду (Шпанија).
Титулу европске првакиње освојену на Европском првенству у дворани 1985. у Пиреју није бранила Галина Чистјакова из Совјетског Савеза.

## Земље учеснице
Учествовало је 10. скакачица удаљ из 7 земаља.
1. Бугарска (1)
2. Западна Немачка (3)
3. Источна Немачкао (2)
4. Мађарска (1)
5. Румунија (1)
6. Совјетски Савез (1)
7. Француска (1)

## Рекорди
| Рекорди пре почетка Европског првенства у дворани 1986.     | Рекорди пре почетка Европског првенства у дворани 1986. | Рекорди пре почетка Европског првенства у дворани 1986. | Рекорди пре почетка Европског првенства у дворани 1986. | Рекорди пре почетка Европског првенства у дворани 1986. | Рекорди пре почетка Европског првенства у дворани 1986. |
| ----------------------------------------------------------- | ------------------------------------------------------- | ------------------------------------------------------- | ------------------------------------------------------- | ------------------------------------------------------- | ------------------------------------------------------- |
| Светски рекорд                                              | Хајке Дрекслер                                          | Источна Немачка                                         | 7,29                                                    | Берлин, Западна Немачка                                 | 25. јануар 1986.                                        |
| Европски рекорд у дворани                                   | Хајке Дрекслер                                          | Источна Немачка                                         | 7,29                                                    | Берлин, Западна Немачка                                 | 25. јануар 1986.                                        |
| Рекорди европских првенстава у дворани                      | Галина Чистјакова                                       | Совјетски Савез                                         | 7,02                                                    | Пиреј, Грчка                                            | 22 фебруар 1986.                                        |
| Најбољи светски резултат сезоне у дворани                   | Хајке Дрекслер                                          | Источна Немачка                                         | 7,29                                                    | Мадрид, Шпанија                                         | 16. фебруар 1985.                                       |
| Најбољи европски резултат сезоне у дворани                  | Хајке Дрекслер                                          | Источна Немачка                                         | 7,29                                                    | Мадрид, Шпанија                                         | 16. фебруар 1985.                                       |
| Рекорди после завршеног Европског првенства у дворани 1981. |                                                         |                                                         |                                                         |                                                         |                                                         |
| Рекорди европских првенстава у дворани                      | Хајке Дрекслер                                          | Источна Немачка                                         | 7,18                                                    | Мадрид, Шпанија                                         | 22. фебруар 1986.                                       |

## Најбољи европски резултати у 1986. години
Десет најбољих европских такмичарки у скоку удаљ у дворани 1986. године пре почетка првенства 1. марта 1985, имале су следећи пласман на европској и светској ранг листи. (СРЛ) 
| 1.  | Хајке Дрекслер    | Источна Немачка | 7,29 | 16. Фебруар | 1. СРЛ  | СР |
| 2.  | Хелга Ратке       | Источна Немачка | 7,00 | 1. фебруар  | 2. СРЛ  |    |
| 3.  | Јелена Хлопотнова | Совјетски Савез | 7,00 | 6. фебруар  | 3. СРЛ  |    |
| 4.  | Јелена Белевска   | Совјетски Савез | 6,99 | 11. јануар  | 4. СРЛ  |    |
| 5.  | Лариса Бережна    | Совјетски Sавез | 6,99 | 12. јануар  | 5. СРЛ  |    |
| 6.  | Вали Јонеску      | Румунија        | 6,90 | 9. фебруар  | 6. СРЛ  |    |
| 7.  | Хардун Гајслер    | Источна Немачка | 6,82 | 25. јануар  | 7. СРЛ  |    |
| 8.  | Надин Фуркад      | Француска       | 6,78 | 11. јануар  | 8. СРЛ  |    |
| 8.  | Сибеле Тил        | Источна Немачка | 6,67 | 15. фебруар | 9. СРЛ  |    |
| 10. | Жужа Вањек        | Мађарска        | 6,65 | 15. фебруар | 10. СРЛ |    |

Такмичарке чија су имена подебљана учествовале су на ЕП.
|}

## Освајачице медаља
| Освајачице медаља |                 |                 |
|                   |                 |                 |
|                   |                 |                 |
| Хајке Дрекслер    | Хелга Ратке     | Јелена Коконова |
| Источна Немачка   | Источна Немачка | Совјетски Савез |

## Резултати

### Финале
Одржано је само финално такмичење јер је учествовало 10 атлетичарки.
| Пласман | Атлетичарка     | Земља           | ЛР      | ЛРС  | #1 | #2   | #3   | #4   | #5   | #6   | Резултат | Белешка |
| ------- | --------------- | --------------- | ------- | ---- | -- | ---- | ---- | ---- | ---- | ---- | -------- | ------- |
|         | Хајке Дрекслер  | Совјетски Савез | 7,29 СР | 7,29 |    |      |      |      |      |      | 7,18     |         |
|         | Хелга Ратке     | Источна Немачка | 7,09    | 7,00 | x  | 6,80 | 6,91 | 5,41 | 6,82 | 6,94 | 6,94     |         |
|         | Јелена Коконова | Совјетски Савез | 6,99    | 6,99 |    |      |      |      |      |      | 6,97     |         |
| 4.      | Моника Хирш     | Западна Немачка |         |      |    |      |      |      |      |      | 6,68     | ЛР      |
| 5.      | Људмила Нинова  | Бугарска        | 6,56    | 6,56 |    |      |      |      |      |      | 6,63     | НР      |
| 6.      | Јасмин Фајге    | Западна Немачка | 6,71    |      |    |      |      |      |      |      | 6,62     |         |
| 7.      | Маријета Илку   | Румунија        |         |      |    |      |      |      |      |      | 6,61     | ЛР      |
| 8.      | Надин Дебуа     | Бугарска        |         |      |    |      |      |      |      |      | 6,60     | ЛР      |
| 9.      | Жужа Вањек      | Мађарска        | 6,65    | 6,65 |    |      |      |      |      |      | 6,56     |         |
| 10.     | Сабине Браун    | Западна Немачка | 6,63    | 6,63 |    |      |      |      |      |      | 6,55     |         |

Подебљани лични рекорди су и национални рекорди земље коју атлетичарка представља

## Укупни биланс медаља у скоку удаљ за жене после 17. Европског првенства у дворани 1970—1986.
|     | Земља                |    |    |    |    |
| --- | -------------------- | -- | -- | -- | -- |
| 1.  | Западна Немачка      | 4  | 4  | 2  | 10 |
| 2.  | Чехословачка         | 3  | 5  | 1  | 9  |
| 3.  | Источна Немачка      | 2  | 3  | 3  | 8  |
| 4.  | Совјетски Савез      | 2  | 1  | 2  | 5  |
| 5.  | Румунија             | 2  | 0  | 3  | 5  |
| 6.  | Пољска               | 1  | 1  | 2  | 4  |
| 7.  | Швајцарска           | 1  | 1  | 1  | 3  |
| 8.  | Уједињено Краљевство | 1  | 0  | 1  | 2  |
| 9.  | Бугарска             | 1  | 0  | 0  | 1  |
| 10. | Мађарска             | 0  | 2  | 0  | 2  |
| 11. | Италија              | 0  | 0  | 1  | 1  |
| 11. | Шведска              | 0  | 0  | 1  | 1  |
|     | Укупно {12}          | 17 | 17 | 17 | 51 |

| 1.  | Јармила Нигринова   | Чехословачка    | 2 | 3 | 1 | 6 |
| 2.  | Ева Муркова         | Чехословачка    | 1 | 2 | 0 | 3 |
| 3.  | Мета Антенен        | Швајцарска      | 1 | 1 | 1 | 3 |
| 4.  | Хајде Розендал      | Западна Немачка | 1 | 1 | 0 | 2 |
| 4.  | Лидија Алфејева     | Совјетски Савез | 1 | 1 | 0 | 2 |
| 4.  | Карин Хенел         | Западна Немачка | 1 | 1 | 0 | 2 |
| 7.  | Хајке Дрекслер      | Источна Немачка | 1 | 0 | 2 | 3 |
| 8.  | Виорика Вископољану | Румунија        | 1 | 0 | 1 | 2 |
| 8.  | Сабине Евертс       | Западна Немачка | 1 | 0 | 1 | 2 |
| 10. | Илдико Ердељи       | Мађарска        | 0 | 2 | 0 | 2 |
| 11. | Хелга Ратке         | Источна Немачка | 0 | 1 | 1 | 2 |
| 12. | Мирослава Сарна     | Пољска          | 0 | 0 | 2 | 2 |